# HMS Campbell (D60)
«Кемпбелл» (англ. HMS Campbell (D60) — військовий корабель, лідер ескадрених міноносців типі «Адміралті» Королівського військово-морського флоту Великої Британії за часів Другої світової війни.

## Історія створення
Лідер ескадрених міноносців «Кемпбелл» був закладений 10 листопада 1917 року на верфі компанії Cammell Laird у Беркенгеді. 21 вересня 1918 року він був спущений на воду, а 21 грудня 1918 року увійшов до складу Королівських ВМС Великої Британії.

## Історія служби
3 лютого 1942 року «Кемпбелл» разом з шістьма есмінцями прибув на посилення Дуврського командування, в очікуванні ймовірного за даними розвідки прориву німецьких лінкорів «Шарнгорст» та «Гнейзенау» і важкого крейсера «Принц Ойген» з окупованого Бреста до німецьких військово-морських баз. Вночі з 11 на 12 лютого капітальні кораблі Крігсмаріне потай вийшли з французького порту Брест та, не будучи виявленими британцями через технічні проблеми із засобами радіотехнічної розвідки, вирушили до Німеччини. «Кемпбелл» разом з «Вівейшос», «Маккей», «Вітшед», «Вустер» та «Волпол» перебували на тренуванні в Гаріджі, коли отримали наказ перехопити німецькі кораблі біля гирла річки Шельда. «Волпол» через технічні негаразди повернув назад, решта о 15:42 вийшла на ворожі кораблі. Британські есмінці провели з відстані 2 200 — 3 700 метрів торпедну атаку, але жодна торпеда не влучила в ціль, натомість «Вустер» дістав серйозних пошкоджень від вогню німецької корабельної артилерії.
2 вересня 1942 року «Кемпбелл» виділений на супровід конвою PQ 18, що здійснював поставки озброєння, військової техніки та матеріалів до Радянського Союзу. Корабель вийшов з бухти Лох Ю разом з «Малькольм», «Фарндале» і норвезьким «Ескдейл» океанським ескортом для захисту транспортних суден. Протягом семи днів група кораблів ескорту вела бої, захищаючи союзні судна. Конвой втратив 13 транспортників, а ескорту вдалося потопити 3 німецькі підводні човни й збити 40 літаків Люфтваффе. 21 вересня конвой прибув до Архангельська, а згодом повернувся до Англії.